# Pedro Guerra Cabrera
Pedro Guerra Cabrera va ser un advocat, escriptor i polític canari nascut a Güímar el 29 de gener de 1937. Va morir el 1991 a Santa Cruz de Tenerife. És el pare del cantautor Pedro Guerra.
Va estudiar el batxillerat en Güímar i es va llicenciar en dret a la Universitat de La Laguna.

## Càrrecs polítics
Va ocupar els següents càrrecs polítics: Conseller del Cabildo Insular de Tenerife, alcalde de Güímar, membre del comitè regional del Partit Socialista Canari-Partit Socialista Obrer Espanyol (PSC-PSOE), diputat regional, president del Parlament de Canàries (sent-ne el primer president, de 1982 a 1987) i senador per l'illa de Tenerife. Va ser també membre del Centre de la Cultura Popular Canària.

## Obres literàries
És autor de la novel·la La última siesta del cacique (1982). Va conrear la poesia, publicant Baladas con la isla en los ojos (1985). També es va dedicar a la investigació històrica, publicant el 1980 Los guanches del sur de Tenerife, una paz que no fue traición. Una altra de les seves publicacions, en to humorístic, fou Los políticos y el habla canariense Jablen ansina, cristianos! (1987).